# Mạc Thái Tổ
Mạc Đăng Dung (23 de novembro de 1483 - 22 de agosto de 1541), postumamente conhecido pelo nome de templo Mạc Thái Tổ, foi imperador do Vietnã e fundador da dinastia Mạc. Nasceu em 23 de novembro de 1483 (Quý Mão) na aldeia de Cổ Trai, distrito de Nghi Dương, filho de um pescador. Anteriormente capitão da guarda imperial de um dos imperadores da dinastia Lê, gradualmente ascendeu a uma posição de grande poder. Mạc Đăng Dung eventualmente depôs o último monarca Lê, executou Lê Chiêu Tông e Lê Cung Hoàng e tornou-se ele próprio um monarca.
O general étnico vietnamita da dinastia Ming, Mạc Thúy, e seu avô Mạc Đĩnh Chi, foram ancestrais diretos de Mạc Đăng Dung.